# St. Michaels (Maryland)
St. Michaels es un pueblo ubicado en el condado de Talbot en el estado estadounidense de Maryland. En el año 2010 tenía una población de 1029 habitantes y una densidad poblacional de 428,75 personas por km².

## Geografía
St. Michaels se encuentra ubicado en las coordenadas 38°47′1″N 76°13′20″O / 38.78361, -76.22222.

## Demografía
Según la Oficina del Censo en 2000 los ingresos medios por hogar en la localidad eran de $32.578 y los ingresos medios por familia eran $39.821. Los hombres tenían unos ingresos medios de $30.438 frente a los $23,250 para las mujeres. La renta per cápita para la localidad era de $28.131. Alrededor del 15,0% de la población estaba por debajo del umbral de pobreza.